# 和泉電気 (戦前の電力会社)
和泉電気株式会社（いずみでんきかぶしきかいしゃ）は、大正から昭和戦前期にかけて存在した日本の電力会社である。かつて関西電力送配電管内に存在した事業者の一つ。
現在の大阪府和泉市に存在した事業者である。父鬼水電株式会社（ちちおにすいでん）の社名で1916年（大正5年）に設立。1921年（大正10年）から和泉電気を称する。和泉市域に限られた小規模事業者で、1938年（昭和13年）に戦時統制のため大手電力会社大同電力へと合併された。

## 沿革
和泉電気は、1916年（大正5年）8月17日、資本金4万円にて「父鬼水電」の社名で設立された。逓信省の資料によると開業は翌1917年（大正6年）1月5日。供給区域は現在の和泉市域の一部にあたる横山村・南横山村・南池田村・北池田村・南松尾村・北松尾村で、当初は発電所が未落成のため大阪高野鉄道からの受電を電源とした。
1919年（大正8年）、供給区域の東方にあたる南河内郡高向村大字日野（現・河内長野市）に出力45キロワットの西条川発電所（水力発電所）を建設。次いで翌1920年（大正9年）には北松尾村大字内田に出力200キロワットの内田発電所（火力発電所）を開設した。1921年（大正10年）5月30日には和泉電気へと社名を変更する。変更と同時に50万円への増資も決定したものの、株式の払込徴収が円滑を欠き失敗に終わる。日本興業銀行からの借入金が嵩み、さらに発電所の不具合から他社より電力を購入する必要があったため、業績は不振であった。
経営が悪化した時点では、府内の主力事業者大阪電灯から買電していた。1923年（大正12年）10月の大阪電灯解体以降は業界大手の大同電力が和泉電気への供給を継承する。大阪電灯時代から電力料金の未納があり、加えて日本興業銀行からの依頼もあったことから、大同電力では和泉電気の整理に乗り出すこととなった。まず1926年（大正15年）3月、前年に府内の事業を分割して設立した傍系会社大阪電力の関係者が和泉電気の役員に就任する。以後減資の実施など整理が進められていった。
電源については1928年（昭和3年）9月には内田発電所が、1933年（昭和8年）7月には西条川発電所がそれぞれ廃止されている。1934年（昭和9年）、大阪電力を大同電力が吸収したことで、和泉電気への電力供給は大同電力へと戻った。受電は最大2,000キロワットであった。
1930年代後半、逓信省が小規模電気事業者の整理・統合を方針化すると、大阪逓信局では和泉電気を大同電力へと統合させる意向を示した。当局の慫慂を受け、大同電力は和泉電気の吸収合併を決定、1937年（昭和12年）12月1日付で合併仮契約を締結する。この時点で和泉電気は資本金50万円（うち37万5000円払込み）であったが、合併に伴う大同電力の増資幅は45万円（全額払込み）とされ、和泉電気の株主に対する大同電力株式交付は額面50円払込済み株式の場合持株5株につき6株、25円払込株式の場合持株10株につき6株の割合であった。和泉電気は同年12月24日の株主総会で合併契約を承認、大同電力も27日の株主総会で南河内郡の千早川水力電気とあわせ合併を決議した。合併は翌1938年（昭和13年）5月1日付で実行され、大同電力にて和泉電気合併の報告総会が開かれた同年6月29日付で和泉電気は解散した。

## 供給区域一覧
1938年3月末時点での電灯・電力供給区域は以下の通りである。
- 大阪府泉北郡
  - 横山村・南横山村・南池田村・北池田村・南松尾村・北松尾村（現・和泉市）

1936年9月時点における供給実績は電灯1万944灯、電力3,148馬力であった。
これらの供給区域は大同電力との合併により同社に引き継がれたが、1939年（昭和14年）4月に日本発送電へと事業譲渡される。その3年後、1942年（昭和17年）4月の配電統制でこれら旧大同電力区域は関西配電（関西電力の前身）へと出資された。